# كالانغ (سنغافورة)

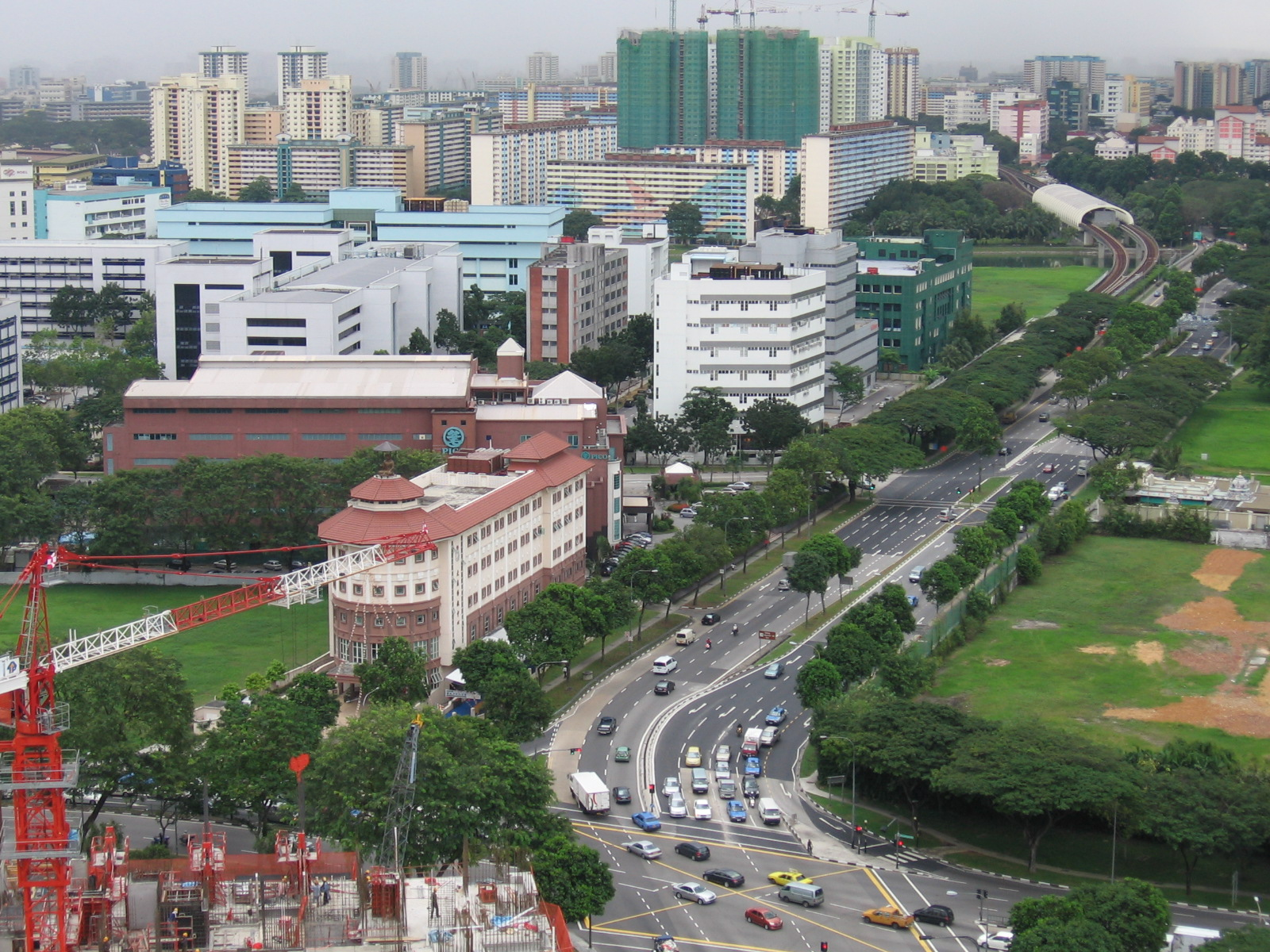

كالانغ (بالإنجليزية: Kallang)‏ هي منطقة منطقة حضرية تقع في الجزء الجنوبي الشرقي من سنغافورة.

## أبرز معالمها
- الملعب الوطني، سنغافورة
- مطار كالانغ